# Bón Cagán núr
Bón Cagán núr (mongolsky Боон Цагаан Нуур) je bezodtoké jezero v Bajanchongorském ajmagu na jihozápadě Mongolska. Nachází se mezi Changajem a Gobijským Altajem uprostřed stepní roviny. Má rozlohu 240 km², délku 24 km, šířku 16 km a dosahuje hloubky 15 m. Leží v nadmořské výšce 1 311 m.

## Pobřeží
Břehy jsou nízké, místy bažinaté.

## Vodní režim
Na východě do jezera ústí hlavní rameno řeky Bajdrag gol.

## Vlastnosti vody
Slanost vody je 5,7 g/l.